# Leineschifffahrt
Die Leineschifffahrt, also die Schifffahrt auf dem Fluss Leine in Niedersachsen, hat eine bis in das Mittelalter zurückreichende Geschichte.

## Geschichte

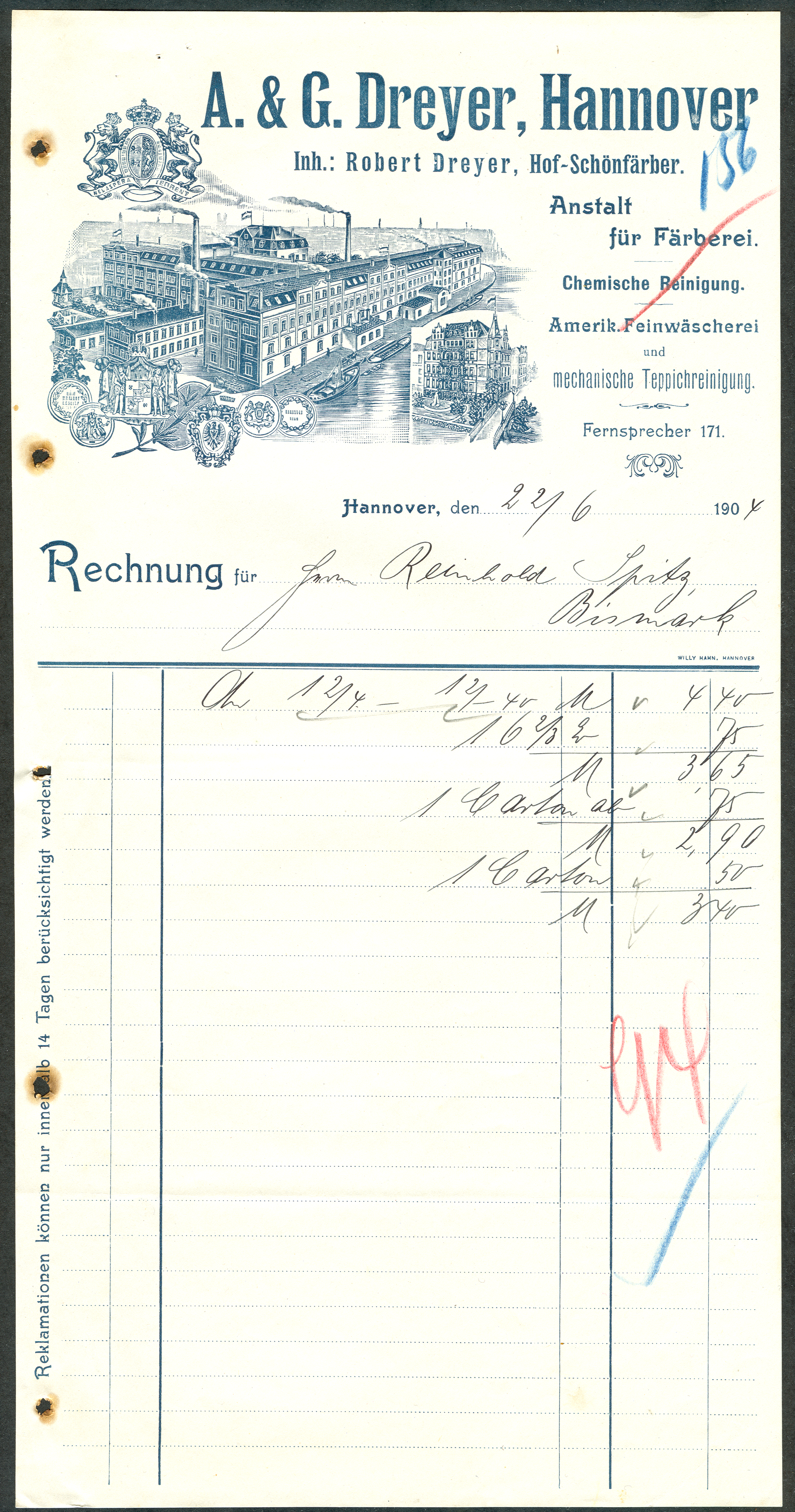
Schiffe auf der Leine bei der Hofschönfärberei A. & G. Dreyer;
Stich auf einem Rechnungsblatt von 1904

Die Schifffahrt auf der Leine wurde angeblich bereits zur Zeit Karls des Großen flussaufwärts bis Elze betrieben. Nachzuweisen ist sie jedoch erst ab dem Ende des 14. Jahrhunderts zwischen Hannover und Bremen und – mit langen Unterbrechungen – bis zum Anfang des 16. Jahrhunderts: In dieser Zeit hatten die Schiffer vor allem mit Eingriffen der adeligen Anrainer und konkurrierender Landesherren zu rechnen und auch andere Schwierigkeiten zu überwinden wie etwa Untiefen, Wehre, Wassermühlen und Zölle.
Die Einfuhren in die spätere Residenzstadt Hannover, die am Stapel vor Hannover abgeladen wurden, bestanden insbesondere aus Tuchen, Fischen, Leder, Häuten, Pech sowie Butter und Käse, in umgekehrter Richtung verließen vor allem Getreide, Mehl und Malz die Stadt.
Nach mehr als 200-jähriger Unterbrechung wurde 1740 die Schifffahrt wieder aufgenommen, der Stapelplatz nach Linden an die Blumenauer Straße verlegt, dem späteren Standort des Ihmezentrums.
Gegen Ende des 18. Jahrhunderts nahm die Schifffahrt weiter zu. Um 1800 legten jährlich 20 Mast- und Hauptschiffe in Hannover an, jedoch auch kleinere Schiffe, die sogenannten „Bullen“.
Nach den Napoleonischen Kriegen erfuhr die Leineschifffahrt einen erneuten Auftrieb, vor allem durch Johann Egestorff: Dieser hatte ab 1816 wöchentlich zwei Schiffe auf dem Wasser, die von Linden flussabwärts Kalk und Mergel, flussaufwärts Zuckerrohr und andere Frachten mit sich führten. Hierfür beschäftige Egestorff bis zu 20 Flößer und Schiffer. Darüber hinaus wurden die Schiffe teilweise vom Ufer aus von Pferden und Schifferknechten gezogen (getreidelt).
Die Inbetriebnahme der Eisenbahnstrecke Hannover-Bremen im Jahr 1847 führte zu einem baldigen Ende des Waren- und Gütertransports über die Leine. Doch noch bis in das 20. Jahrhundert hinein erinnerte beispielsweise das Gasthaus Bremer Schiff in Linden an den Hafen.